# 太颠
太颠（?—?），辅佐周文王、周武王的大臣。与散宜生、闳夭、辛甲、鬻熊一起辅佐西伯昌（周文王），参与援救被纣王囚禁在羑里的周文王。后来，在兴周灭商的过程中，立下功劳。
明代小说《封神演义》中也有太颠。

## 史載
據《史記•周本紀》載：「伯夷、叔齊在孤竹，聞西伯善養老，盍往歸之。太顛、閎夭、散宜生、鬻子、辛甲大夫之徒皆往歸之。」又載：「周公旦把大鉞，畢公把小鉞，以夾武王。散宜生、太顛、閎夭皆執劍以衛武王。」